# NGC 2623

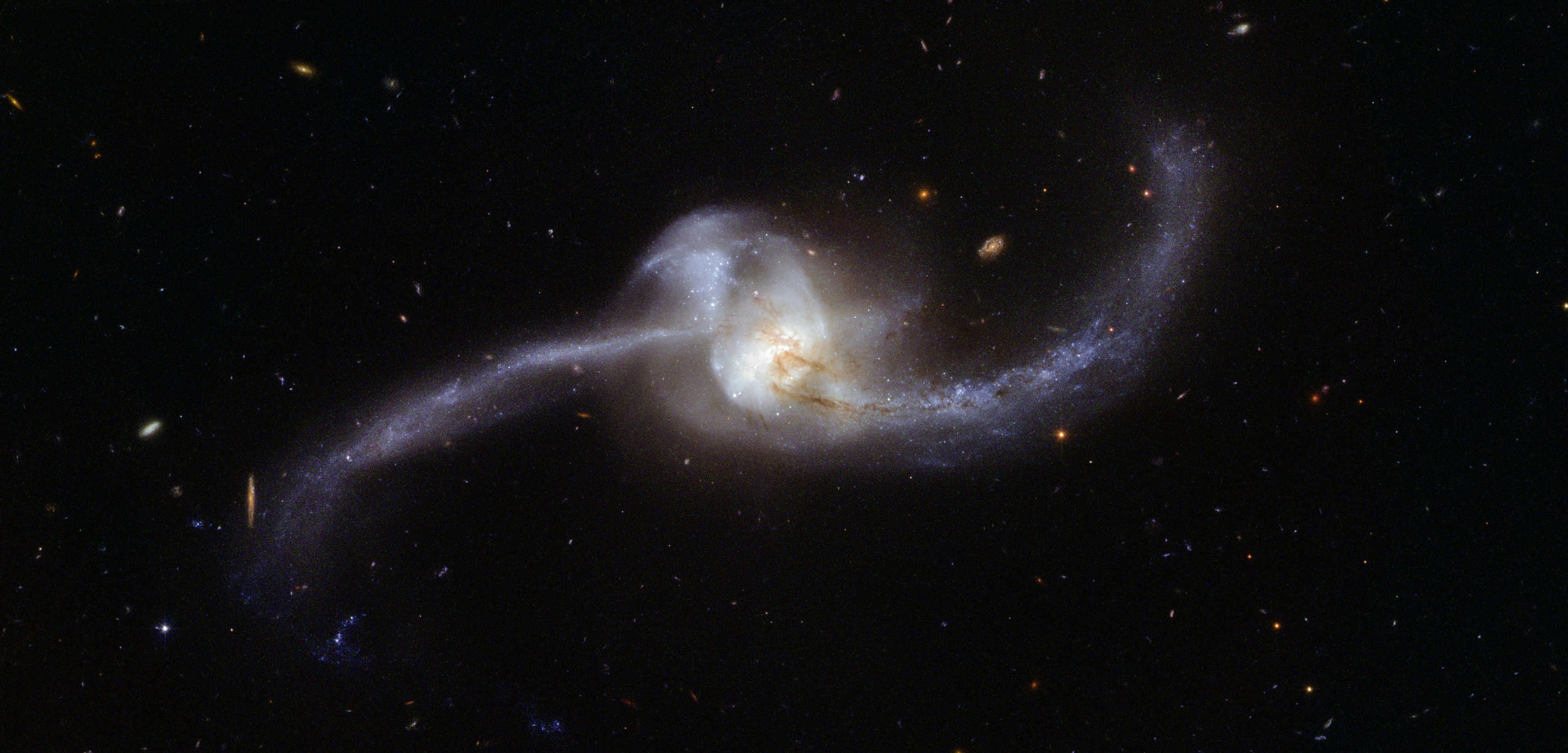
Thiên hà NGC 2623 qua hình ảnh của kính thiên văn vũ trụ Hubble

NGC 2623 (tên gọi khác là NGC 2623, PGC 24288, MCG+04-21-009, UGC 4509, Arp 243) là một thiên hà xoắn ốc trung gian nằm trong chòm sao Cự Giải. Hình dạng khác thường đến nỗi đặc biệt của nó là kết quả của một vụ sự va chạm lớn giữa hai thiên hà. Cuộc sáp nhập này khiến cho các đám mây khí trong hai thiên hà bị nén lại và khuấy động,  rồi tiếp đến là sự hình thành sao tăng đột biến. Sự hoạt động của các ngôi sao đang hình thành được đánh dấu bằng các mảng đốm sáng màu xanh lơ lửng. Chúng có thể được nhìn thấy ở cả trung tâm và dọc theo các vệt bụi và khí tạo thành các đường cong quét qua của NGC 2623 (nó còn được gọi là đuôi thủy triều (tên tiếng Anh: the tidal tail)). Những cái đuôi thủy triều này kéo dài khoảng 50.000 năm ánh sáng. Nhiều ngôi sao trẻ, nóng và những ngôi sao mới được hình thành trong các cụm sao sáng. Ta biết được có ít nhất 170 cụm như vậy bên trong NGC 2623.
NGC 2623 đang ở giai đoạn cuối của việc sáp nhập. Các nhà nghiên cứu cho rằng hình dạng của dải Ngân Hà sẽ giống với NGC 2623 khi nó va chạm với thiên hà lân cận của chúng ta, thiên hà Andromeda, trong khoảng thời gian 4 tỷ năm.
NGC 2623 được phát hiện vào ngày 19 tháng 1 năm 1885 bởi nhà thiên văn học người Pháp Édouard Jean-Marie Stephan.